# Ерчино
Ерчино — деревня в Вытегорском районе Вологодской области.
Входит в состав Кемского сельского поселения, с точки зрения административно-территориального деления — в Кемский сельсовет.
Расстояние до районного центра Вытегры по автодороге — 142,5 км, до центра муниципального образования посёлка Мирный по прямой — 25 км. Ближайшие населённые пункты — Борисово, Евсинская, Ильина.
По данным переписи в 2002 году постоянного населения не было.